# هورشت وروک
هورشت وروک (به آلمانی: Horst Wruck) بازیکن فوتبال و هافبک اهل آلمان شرقی بود که از سال ۱۹۶۹ میلادی عضو تیم ملی فوتبال آلمان شرقی بوده‌است. وی در ۱ بازی ملی حضور داشته و در بازی‌های ملی‌اش گلی به ثمر نرساند. هورشت وروک آخرین بازی ملی خود را در سال ۱۹۶۹ میلادی انجام داد.